# Jimmy Vicaut
Jimmy Vicaut (París, 27 de febrero de 1992) es un deportista francés que compite en atletismo, especialista en las carreras de velocidad.
Participó en tres Juegos Olímpicos de Verano, entre los años 2012 y 2020, obteniendo una medalla de bronce en Londres 2012, en la prueba de 4 × 100 m. En los Juegos Europeos de Cracovia 2023 consiguió una medalla de bronce en el relevo 4 × 100 m.
Ganó una medalla de plata en el Campeonato Mundial de Atletismo de 2011, cinco medallas en el Campeonato Europeo de Atletismo entre los años 2010 y 2022, y una medalla de oro en el Campeonato Europeo de Atletismo en Pista Cubierta de 2013.

## Palmarés internacional
| Juegos Olímpicos                     | Juegos Olímpicos         | Juegos Olímpicos  | Juegos Olímpicos |
| Año                                  | Lugar                    | Medalla           | Prueba           |
| ------------------------------------ | ------------------------ | ----------------- | ---------------- |
| 2012                                 | Londres (Reino Unido)    | Medalla de bronce | 4 × 100 m        |
| Campeonato Mundial                   |                          |                   |                  |
| Año                                  | Lugar                    | Medalla           | Prueba           |
| 2011                                 | Daegu (Corea del Sur)    | Medalla de plata  | 4 × 100 m        |
| Juegos Europeos                      |                          |                   |                  |
| Año                                  | Lugar                    | Medalla           | Prueba           |
| 2023                                 | Chorzów (Polonia)        | Medalla de bronce | 4 × 100 m        |
| Campeonato Europeo                   |                          |                   |                  |
| Año                                  | Lugar                    | Medalla           | Prueba           |
| 2010                                 | Barcelona (España)       | Medalla de oro    | 4 × 100 m        |
| 2012                                 | Helsinki (Finlandia)     | Medalla de plata  | 100 m            |
| 2016                                 | Ámsterdam (Países Bajos) | Medalla de bronce | 100 m            |
| 2016                                 | Ámsterdam (Países Bajos) | Medalla de plata  | 4 × 100 m        |
| 2022                                 | Múnich (Alemania)        | Medalla de plata  | 4 × 100 m        |
| Campeonato Europeo en Pista Cubierta |                          |                   |                  |
| Año                                  | Lugar                    | Medalla           | Prueba           |
| 2013                                 | Gotemburgo (Suecia)      | Medalla de oro    | 60 m             |